# Trachinus radiatus
La tracina raggiata (Trachinus radiatus) è un pesce di mare appartenente alla famiglia Trachinidi.

## Distribuzione e habitat
Il suo areale comprende il mar Mediterraneo e l'Oceano Atlantico orientale tra Gibilterra e l'Angola.
Frequenta, come tutte le tracine, fondi sabbiosi ma più profondi rispetto alle congeneri, infatti si cattura di solito tra 30 e 100 metri di profondità.

## Descrizione
La forma generale del corpo (sebbene più tozza) è molto simile a quella della tracina drago, con le seguenti differenze:
- bocca più orizzontale

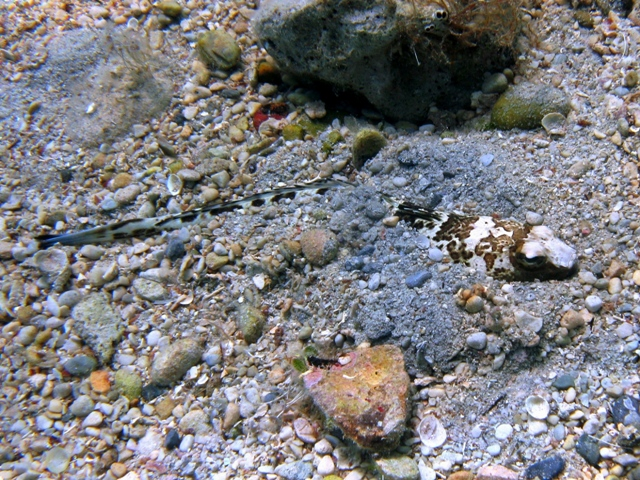
Questo pesce ha un'altissima capacità mimetica

- dietro gli occhi sono presenti placche ossee con solchi che si dipartono a ventaglio, ben visibili
- colorazione beige brunastra con ocelli (macchie scure con centro chiaro) scuri, i grandi esemplari possono essere punteggiati, con i punti che formano grossolane strie longitudinali.

È la più grande tra le specie mediterranee del genere e può raggiungere 50 cm di lunghezza.

## Alimentazione
Come per Trachinus draco.

## Riproduzione
Come in Trachinus draco.

## Biologia
Come per Trachinus draco.

## Pesca e veleno
Come Trachinus draco.